# Formica uralensis
Formica uralensis is een mierensoort uit de onderfamilie van de schubmieren (Formicinae). De wetenschappelijke naam van de soort is voor het eerst geldig gepubliceerd in 1895 door Ruzsky. Deze soort komt voor in het noorden en oosten van Europa, waarbij het verspreidingsgebied overlapt met dat van de veenmier. Op die soort wordt namelijk geparasiteerd bij het stichten van een nieuwe kolonie.